# ミツデウラボシ属
ミツデウラボシ属 (Crypsinus) はウラボシ科の植物の一群である。ウラボシ科の形態において一つの基本的な型を示すものとも言われる。
着生植物で、根茎は横に這い、鱗片がやや密につく。葉は細い葉柄があり、その基部には関節を持つ。葉は単葉で、種によっては三つに裂けるか、大きく羽状に裂ける。葉脈は網目状。胞子嚢群は円形、ややくぼんでつく場合もあり、主脈の両側に一列、あるいは複数列に並ぶ。胞子葉が二形を取る場合もある。
ヒマラヤからニューギニアにわたる地域を中心に約50種が知られ、日本では5種が知られている。ミツデウラボシが最も普通に見られ、それ以外の種は見る機会が少ない。
- 単葉の種
  - タカノハウラボシ C. engleri (Luerss.) Copel.
  - ヒメタカノハウラボシ C. yakushimensis (Makino) Tagawa
- 三裂の葉の種
  - ミツデウラボシ C. hastatus (Thunb.) Copel.
- 羽状の葉の種
  - ヤクシマウラボシ C. yakuinsularis (Masam.) Tagawa
  - ミヤマウラボシ C. veitchii (Baker[1]) Copel.